# Palmencrona
Palmencrona var en svensk adelssätt från Göteborg, Västergötland. Kommendören vid amiralitetet Lars Palmencrona (1670-1724) jämte hans fru Ingrid Palmencrona (född Radhe) (1660-1721) samt hennes ättlingar adlades (nr. 1559) år 1718 av kung Karl XII av Sverige.
Ättens siste huvudman Bryngel Palmencrona (1689-1725), krigskommissarie vid krigsexpeditionen, dog ogift och slöt den adliga ättegren på svärdssidan. Han begrovs i Kungsholms kyrka i Stockholm.